# Le Révolté (film, 1959)
Pour les articles homonymes, voir Le Révolté.
Pour plus de détails, voir Fiche technique et Distribution.
Le Révolté (titre original : Cast a Long Shadow) est un film américain réalisé par Thomas Carr, sorti en 1959.

## Fiche technique
- Titre français : Le Révolté
- Titre original : Cast a Long Shadow
- Réalisation : Thomas Carr
- Scénario : Martin M. Goldsmith et John McGreevey (en), d'après le roman Cast a Long Shadow de Wayne D. Overholser
- Photographie : Wilfrid M. Cline
- Montage : Richard Heermance (en)
- Musique : Gerald Fried
- Direction artistique : Dave Milton (en)
- Décors : Joseph Kish
- Costumes : Sid Mintz
- Son : John Kean
- Producteur : Walter M. Mirisch
- Société de production : The Mirisch Company
- Société de distribution : United Artists
- Pays d'origine :  États-Unis
- Langue originale : anglais
- Format : noir et blanc — 35 mm — 1,85:1 — son Mono
- Genre : Western
- Durée : 82 minutes
- Dates de sortie : 
  -  États-Unis : juillet 1959
  -  France : 7 juillet 1961

## Distribution
- Audie Murphy : Matt Brown
- Terry Moore : Janet Calvert
- John Dehner : Chip Donohue
- James Best : Sam Mullen
- Rita Lynn : Hortensia
- Denver Pyle : Harrison, le prêcheur
- Ann Doran : Charlotte Calvert
- Stacy Harris : Eph Brown
- Robert Foulk : Hugh Rigdon
- Wright King : Noah Pringle